# سبايك برادي
سبايك برادي (بالإنجليزية: Spike Brady)‏ هو لاعب كرة قاعدة أمريكي، (ولد في شيكاغو في الولايات المتحدة ديسمبر 1854  م).